# 유럽 고속도로 66호선

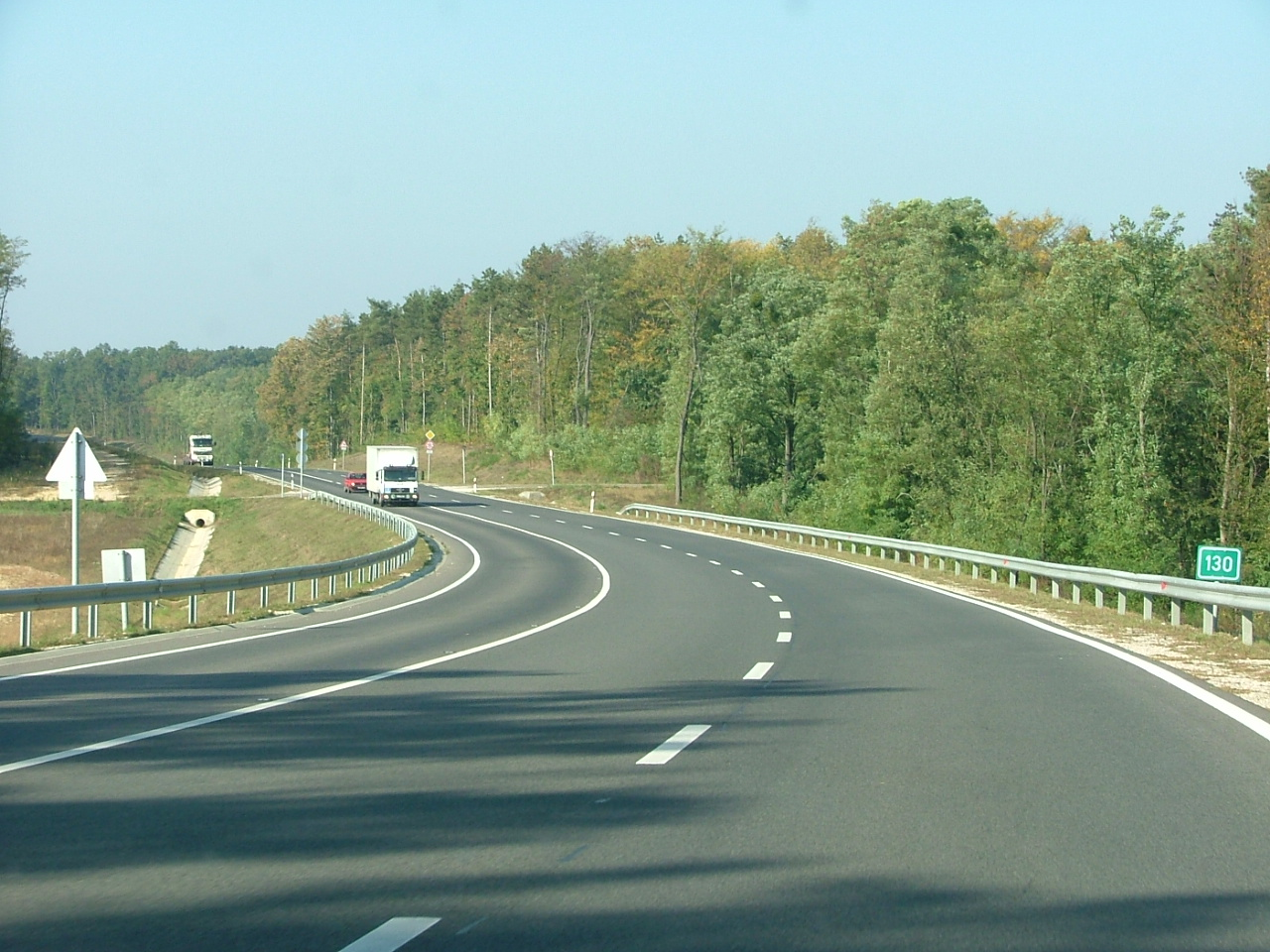
체히민츠젠트 근처를 통과하고 있는 헝가리 8번 국도의 모습. 하지만 헝가리 8번 국도가 유럽 고속도로 66호선을 전용하고 있는 것으로 보인다.

유럽 고속도로 66호선(European route E66)은 이탈리아의 프란첸스페스테를 출발하여 오스트리아를 거쳐 헝가리의 세케슈페헤르바르까지 이어주는 총 연장 651km의 거리를 이루는 유럽 고속도로 노선이자 A-클래스급 간선도로이다. 

## 경로
- 이탈리아
  - SS49 : 프란첸스페스테(영어판) (유럽 고속도로 45호선과 접촉) - 이니시엔(영어판) - 위네바흐
- 오스트리아
  - B100 (드라바강을 연선으로 이어주는 도로) : 아르바흐 - 시리안 - 리엔츠 - 오버드라우부르크(영어판) - 슈피탈안데어드라우
  - A10 (타우른 아우토반(영어판)) : 슈피탈안데어드라우 - 필라흐
  - A2 (슈트 아우토반(영어판)) : 필라흐 - 클라겐푸르트 - 그라츠
  - B319 : 그라츠 - 휘르스텐펠트(영어판)
  - A65 (글라이스도르프 가도) : 휘르스텐펠트 - 헤일리겐크로이츠임라프니츠탈(영어판)
- 헝가리
  - 헝가리 8번 국도 : 센트고트하르드 - 쾨르멘드(영어판) - 베스프렘 - 세케슈페헤르바르